# 斯科特 (纽约州)
斯科特（英語：Scott）是美国纽约州科特兰县的一个镇，地处科特兰县西北部，同时位于科特兰市西北。2010年美国人口普查时，该镇有1176人。 1815年，斯科特镇从普雷布尔镇分出，正式建立。